# Bataille de Savigny (1637)
Guerre de Dix Ans
Batailles
La bataille de Savigny est une bataille qui eut lieu les 8 et 9 février 1637 durant l'épisode comtois de la guerre de Trente Ans. Elle s'inscrit dans le cadre de la campagne de Bresse menée par les Comtois de janvier à mars 1637. Elle oppose l'armée comtoise de Gérard de Watteville à la garnison de Pierre de Ténarre de Grosbois. Elle est l'une, avec le siège de Dole, des plus grandes victoires comtoises du conflit.

## Contexte
À l'automne 1636, Gérard de Watteville, marquis de Conflans et général en chef des armées comtoises, prépare une offensive sur le sol français pour reprendre l'initiative. Son plan se matérialise en décembre 1636. Deux grandes offensives seraient menées simultanément en Bresse et en Bugey. Le concept de sa double offensive est simple : elle ne sera menée que par une seule armée qui interviendra tantôt en Bresse et tantôt dans le Bugey pour ne pas fractionner ses forces. Il dirigera l'offensive en Bresse pendant que son fils le comte de Bussolin commandera celle du Bugey. Watteville parvient à rassembler plus de 3000 hommes. La campagne de Bresse commence le 22 janvier avec la prise de Cuiseaux. Plusieurs autres localités française tombent dans les jours qui suivent. Mais l'objectif de Watteville est de prendre la ville de Louhans. Pour cela, la ville de Savigny, place considérable à l’époque qui abrite un puissant château et une garnison de plusieurs centaines d'hommes, doit impérativement être prise. La météo a retardé cette attaque et les autorités comtoises ne sont pas très enthousiaste et craignent que la ville ait reçu de trop puissants renforts pour être prise. 
Et effectivement, le projet d'offensive s'est ébruité et la cité française a eu plusieurs jours pour se préparer.

## La bataille

### Escarmouche à Condamine
Le 8 février au matin, Watteville et son armée quittent Lons-le-Saunier accompagnés du représentant du Parlement, Antoine Brun. Un premier accrochage avec une compagnie de mousquetaires français a lieu à Condamine. Les Français soutenus par les villageois, tiennent un moulin sur la Vallière, bloquant le passage aux Comtois. Le moulin est pris d'assaut et rapidement  enlevé à l'ennemi. Antoine Brun fait exécuter les villageois qui avaient pris les armes.

### Attaque du bourg
À 14 h les Comtois arrivent devant Savigny qui résonne du bruit des tambours : les abords de la ville sont hérissés de barricades. La défense est composée de militaires, de miliciens et en grande partie, de paysans en armes. Le capitaine de cavalerie Emskerque d'Antorpe, fait reconnaître le terrain et remarque un étroit vallon qui s'enfonce dans la place, il est couvert de broussailles mais non gardé. Watteville ordonne à ses pionniers d'ouvrir le passage pour permettre à la cavalerie comtoise de l'emprunter. Pendant ce temps Christophe de Raincourt lance son attaque sur le village en trois points différents. Les Français retranchés dans le bourg forment un front face au régiment de Raincourt et laissent un vide derrière eux, entre la ville et le château. Pendant ce temps le baron de Boutavant et sa cavalerie progressent à l'intérieur du vallon. Malgré le feu nourri, l'infanterie comtoise parvient en 30 minutes à prendre pied derrière les barricades françaises, puis la panique s'empare des défenseurs dont une partie lâche ses armes et demande grâce et l'autre reflue vers le château. Mais la cavalerie comtoise apparaît alors pour couper la retraite des Français. S'ensuit le massacre des troupes qui défendaient Savigny. Antoine Brun parvient à faire cesser le massacre.

### Siège du Château
Aussitôt l'ensemble des troupes comtoises arrivées à Savigny, Watteville commence le siège du château; le commandant Ténarre de Grosbois refusant la reddition. Mais l'artillerie n'est pas encore arrivée. Les fantassins parviennent à passer le premier fossé mais sont stoppés plus loin par le feu roulant des mousquetaires français. La cavalerie comtoise reste en dehors de la ville afin de surveiller l'éventuelle apparition de renforts français. Jusqu'à la nuit, les tireurs comtois et français échangent des coups de feu, éclairés par l'incendie de Savigny. À 3 h du matin, les deux pièces d'artillerie légère arrivent et le pilonnage commence. À 6 h celui-ci s’interrompt pour permettre de parlementer avec le commandant du château qui au terme d'une longue négociation, accepte la reddition. Il lui est permis de partir avec ses armes et soldats mais il doit laisser ses vivres, munitions et canons sur place. Dans la matinée du 9 février, les Français évacuent la place et partent pour Louhans.
Le jour même, Watteville écrit au parlement pour lui annoncer que Savigny est maintenant terre du Roi d'Espagne. 
Christophe de Raincourt qui s'est illustré lors de la bataille est fait gouverneur de Savigny.

## Conséquences
Watteville réussit à prendre Savigny avec des forces presque égales en nombre à ses adversaires et ce dans un contexte général défavorable (météo, attaque ébruitée...). Tant sur le plan tactique que stratégique c'est une grande victoire : plus rien n’empêche les Comtois de prendre Louhans. Mais l'offensive vers Louhans ne reprendra pas. Par crainte d'une contre-attaque française massive sur le Jura, Watteville va subir un grand nombre de désertions dans son armée ainsi que l'opposition des autorités comtoises à ses projets. Les autorités impériales lui refusent également des renforts et leur appui. Le parlement lui impose d'autres objectifs secondaires qui ne seront finalement pas approuvés. Quelques villages seront encore capturés mais le 3 mars, le parlement demande le rappel de toutes les troupes comtoises en Bresse : la campagne est terminée et la victoire de Savigny ne sera jamais exploitée.